# Ashburn (Virgínia)

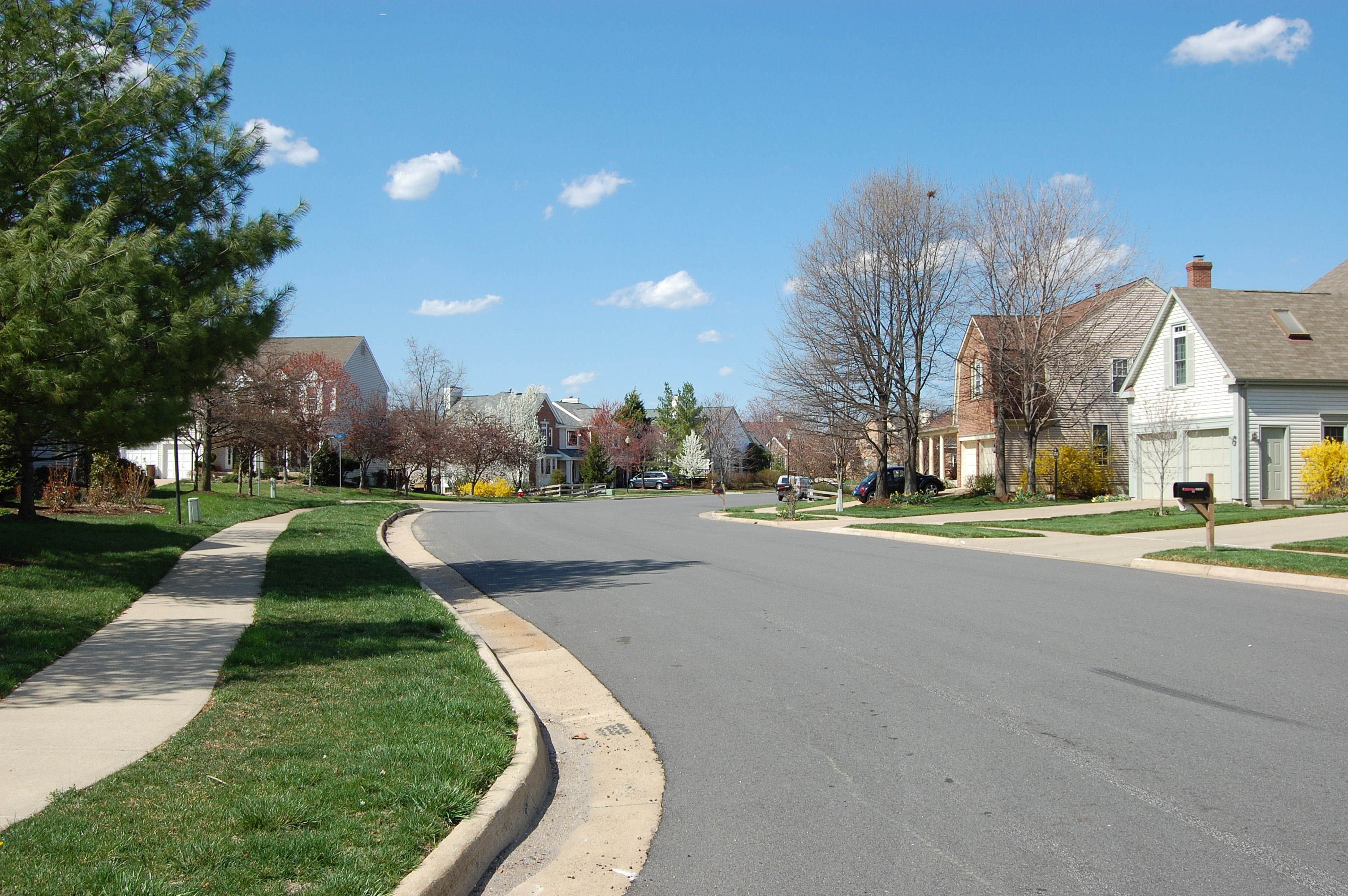
Uma rua da Vila Ashburn;

Ashburn é uma área não-incorporada, localizado no Condado de Loudoun, Virgínia, 48 quilômetros à noroeste de Washington, D.C., e é parte da Área Metropolitana de Washington. A área serve como base para a provedora de internet Verizon Business e a Janelia Farm Research Campus. O Redskins Park, base do time de futebol americano do Washington Commanders também localiza-se em Ashburn. Tem uma população de 43 511 pessoas.
Ashburn localiza-se entre Aeroporto Internacional Washington Dulles e Leesburg, sede do condado de Loudoun. Localizado dentro do Dulles Technology Corridor, Ashburn é sede de muitas empresas de alta-tecnologia. A Universidade George Washington e a Universidade Strayer tem campus em Ashburn.